# Дисманица
Дисманица е село в Северна България, община Севлиево, област Габрово.

## География
Село Дисманица се намира на около 19 km югозападно от град Севлиево, 2 km югоизточно от село Млечево и 2 km запад-югозападно от село Боазът. Разположено е в Предбалкана, в северозападните разклонения на Черновръшки рид, по северния долинен склон на малкия ляв приток на Боазката река, вливащ се в нея при село Боазът. На около 3 km юг-югозападно от селото е Черни връх (1199,4 m), най-висок в Черновръшкия рид. През Дисманица минава неасфалтираната част от път, свързващ селата Млечево и Боазът.
Населението на село Дисманица, наброявало 218 души при преброяването към 1934 г., намалява до 20 към 1985 г., 4 – към 2011 г. и един човек (по текущата демографска статистика за населението) към 2019 г.

## История
През 1995 г. дотогавашното населено място махала Дисманица придобива статута на село..

## Население
Преброяване на населението през 2011 г.
Численост и дял на етническите групи според преброяването на населението през 2011 г.:
|                     | Численост | Дял (в %) |
| Общо                | 4         | 100,00    |
| Българи             | 4         | 100,00    |
| Турци               | 0         | 0,00      |
| Цигани              | 0         | 0,00      |
| Други               | 0         | 0,00      |
| Не се самоопределят | 0         | 0,00      |
| Неотговорили        | 0         | 0,00      |